# Districte de Châteaudun
El Districte de Châteaudun és un dels quatre districtes del departament francès de l'Eure i Loir, a la regió del Centre-Vall del Loira. Té 5 cantons i 80 municipis i el cap del districte és la sotsprefectura de Châteaudun.

## Cantons
cantó de Bonneval - cantó de Brou - cantó de Châteaudun - cantó de Cloyes-sur-le-Loir - cantó d'Orgères-en-Beauce